# Coupe d'Algérie de basket-ball 1969-1970
Navigation
Coupe d'Algérie 1968-1969 Coupe d'Algérie 1970-1971
La Coupe d'Algérie 1969-1970 est la 2e édition de la Coupe d'Algérie de basket-ball, compétition à élimination directe mettant aux prises des clubs de basket-ball amateurs et professionnels affiliés à la fédération algérienne de basket-ball.

## Résultats

### finale
| 3 mai 1970 16h00 | [ 1 ] | Gendarmerie Nationale 69, RAMA Mouradia Alger 59 | Gendarmerie Nationale 69, RAMA Mouradia Alger 59 | Gendarmerie Nationale 69, RAMA Mouradia Alger 59 |  | Stade Ferhani, Alger Arbitres : |

- Gendarmerie Nationale Khaies, Zenati, tayeb (2m 10cm), Benhamed, Djaadoun, Khoualef, Aiouaz, ?, Chaoui
- RAMA Mouradia Alger Benmessbah (1), Benmessbah (2), Benmessbah (3), Dali, Attallah, Benmeridja, Belabdad, Amari, Tigrine